# Sakia al-Hamra
Sakia al-Hamra (arabsky جوبيالساقية [as-Sāqīya al-Hamrā´], španělsky Saguia el Hamra) byl španělský protektorát ležící na pobřeží Atlantského oceánu na území dnešního sporného území Západní Sahara. Formálně vznikl v r. 1887 vyhlášením španělského nároku na jižní území Maroka. Zanikl v r. 1924 začleněním území do Španělské Sahary.
Severní hranicí byla rovnoběžka 27° 40' s.š., východní poledník 8° 40' z.d., jižní rovnoběžka 26° s.š., což bylo definitivně dohodnuto mezi evropskými mocnostmi na počátku 20. století.
Arabský název Sāqīya al-Hamrā´ znamená červené řečiště a je to občasná řeka na území Západní Sahary, která za období dešťů teče širokým vádí v délce zhruba 400 km. Po ní nese jméno i přilehlé území a rovněž je obsaženo v názvu marockého regionu Al-´Ajún-Budždúr-Sakia al-Hamra.

## Historie
Koncem 19. století byla oblast Sakia al-Hamra na pomezí moci marockých sultánů. Na jih odtud se rozkládal španělský protektorát Rio de Oro, vyhlášený v r. 1884. Na severu ležela britská faktorie Port Victoria, která byla pod soustavným tlakem marockého sultána. 6. dubna 1887 vyhlásili Španělé rozšíření svého protektorátu na pobřeží až mysu Juby. Správa byla svěřena náměstkovi guvernéra Kanárských ostrovů, jemuž bylo území podřízeno. Právní postavení území je nejasné a některé prameny je uvádějí jako součást protektorátu Rio de Oro, což dokládá rovněž skutečnost, že správa obou území byla jednotná a Sakia al-Hamra neměla ani své správní středisko. Na druhé straně až do r. 1912 Velká Británie uznávala španělskou suverenitu pouze nad oblastí Rio de Oro a severněji položená území považovala za součást Maroka. Proto měli Španělé zahraničně-politický důvod oblast Sakia al-Hamra uvádět odděleně. K dohodě o hranicích došlo 3. října 1904 v Paříži, přičemž byla stanovena i hranice španělské sféry vlivu na jihu Maroka, kde později vznikl protektorát Cabo Juby.
Španělská přítomnost byla sporadická, až do 30. let 20. století prakticky omezená na pobřeží. V r. 1924 byla území Rio de Oro a Sakia al-Hamra spojena do kolonie Španělská Sahara, v rámci níž zůstala jedním z územních celků. Mezi roky 1969 a 1976 byla Sakia al-Hamra španělskou zámořskou provincií.